# Гольдин, Лев Лазаревич
Лев Ла́заревич Го́льдин (24 ноября 1919, Белая Холуница, Вятская губерния — 16 июля 2003, Бостон) — советский учёный и педагог, старейший профессор кафедры общей физики МФТИ.

## Биография
Родился в семье заводского врача Белохолуницкого завода Лазаря Борисовича Гольдина (1888, Рославль — 1944, Москва), впоследствии хирурга, кандидата медицинских наук и доцента Центрального института усовершенствования врачей; мать — Елизавета (Лифша) Ильинична Гольдина (урождённая Лурье, 1892—?), впоследствии работала чертёжницей в издательстве АН СССР. С 1929 года учился в школе № 24 Дзержинского района Москвы, с 1931 года — в школе № 242 (окончил в 1937 году).
В 1941 году окончил физический факультет МГУ. Затем поступил на факультет авиавооружения Военно-воздушной академии имени Жуковского, который закончил в 1944 году и был направлен в действующую армию, авиацию. В 1946 году по ходатайству Президиума АН СССР он был демобилизован и направлен на работу в теплотехническую лабораторию Академии наук (впоследствии Институт теоретической и экспериментальной физики). Проработал там до 1995 года. За эти годы им выполнен широкий круг научных исследований в области изучения космических лучей, нейтронной физики, ядерной спектроскопии.
В 1953 году защитил кандидатскую диссертацию. В 1958 году защитил диссертацию на степень доктора физико-математических наук.
С 1945 до марта 1956 года — член КПСС. Из характеристики 1961 года из Института теоретической и экспериментальной физики:

 В марте месяце 1956 года на общем партийном собрании, посвящённом итогам XX съезда КПСС тов. Гольдин Л. Л. занял политически ошибочную позицию, выразившуюся в защите отдельных участников собрания, выступавших с антипартийными заявлениями, а также воздержался при голосовании резолюции партийного собрания, одобряющей итоги XX съезда КПСС, за что решением Ленинского РК КПСС, подтверждённым КПК ЦК КПСС, был исключён из рядов КПСС— Памяти Л. Л. Гольдина
С 1948 года по 1993 год работал по совместительству в Московском физико-техническом институте. Начиная с 1954 года, когда ему было присвоено звание доцента, Гольдин стал одним из лекторов курса общей физики. В 1962 году Лев Лазаревич, несмотря на данную ему характеристику (см. выше) был утверждён в звании профессора кафедры общей физики МФТИ. Лекции, которые читал Гольдин студентам 3-го курса МФТИ, легли в основу создания им учебника по физике атома и ядра, который выдержал несколько изданий.

После письменного экамена профессор Гольдин проводил консультацию. В самом конце консультации у него спросили, как надо было решать одну из задач, в которой требовалось определить период колебаний какой-то сложной системы. По-честному, надо было написать дифференциальное уравнение, описывающее поведение этой системы, решить его и таким образом найти период. Гольдин счёл этот подход длинным и неинтересным, к тому же, время, отведённое на консультацию, уже истекло. Он сказал, что задачу можно решить из соображений размерности, то есть записать размерность всех величин, определяющих поведение системы и сгруппировать их таким образом, чтобы получились секунды. Получившаяся формула и будет ответом… Нам, на консультации, в первый момент показалось, что Гольдин над нами издевается, настолько неправдоподобно просто, даже примитивно, он получил решение. Кто-то из студентов спросил:
— А коэффициент?

— Тот кто чувствует физику, понимает, что здесь должна быть единица, делённая на два пи!— Созерцатель. Легенды и мифы МФТИ

## Цитаты
- «Если домашние спросят вас, что такое элементарные частицы, скажите, что это просто энергия. Они ничего не поймут, но будут думать о вас хорошо»[5]

## Награды
В 1946 году награждён орденом Красной Звезды за участие в Великой Отечественной войне. В 1954 году получил орден «Знак Почета» за выполнение научных исследований. В 1971 году за цикл работ в области ускорительной техники он был награждён орденом Трудового Красного Знамени. В 1984 году стал лауреатом Государственной премии СССР за создание Медицинского протонного пучка. В 1985 году в связи с 40-летием Победы награждён орденом Отечественной Войны II степени.
Кроме того, был награждён медалями, в том числе, «За победу над Германией», «Ветеран труда» и юбилейными.